# Moïse Kimhi
Moïse (Moshé) ben Joseph Kimhi, dit le ReMaQ (Rabbi Moshe Qimhi) est un rabbin, exégèse et grammairien provençal du XIIe siècle (décédé vers 1190).
Son influence sera conséquente tant dans les milieux juifs que dans les cercles chrétiens, en particulier dans ceux de la Réforme protestante.

## Éléments biographiques
Fils et disciple de Joseph Kimhi, frère aîné et maître de David Kimhi, il a probablement vécu avec eux à Narbonne.

## Œuvres

### Exégèse
Moïse Kimhi a écrit, à l'instar de son père, de nombreux commentaires bibliques visant à élucider le sens simple des versets. Parmi ceux qui ont été préservés, les commentaires sur Proverbes, Ezra, et Néhémie sont couramment imprimées dans les Bibles rabbiniques mais elles y sont attribuées à Abraham ibn Ezra. Un commentaire sur le Livre de Job a également été publié par Schwarz dans son Tiḳvat Enosh (Berlin, 1868).

### Grammaire
Moïse Kimhi a rédigé des ouvrages de grammaire, dans lesquels il décrit les méthodes sous-jacentes à ses commentaires, et où se mêlent parfois des éléments de philosophie juive. 
Un traité grammatical intitulé Sekhel Tov a été publié par Castelli. 
Son livre le plus connu est le Mahalakh Shevilei ha-Da'at (Cheminement sur les Sentiers de la Connaissance), premier manuel de grammaire hébraïque concis et méthodique : il traite principalement des définitions et des tables de conjugaison, ne citant que quelques exemples.
La première partie est consacrée aux parties du discours, traitant des lettres (avec un excursus sur les règles du daguech doux), des voyelles, du sheva et des catégories grammaticales des verbes. La seconde partie est consacrée aux noms (noms proprement dits, adjectifs, etc.), et les déclinaisons en se basant sur quelques modèles. La troisième, et plus importante partie, traite de la conjugaison des verbes selon les formes (binyanim), des verbes irréguliers (verbes commençant par un noun, par un aleph, par un yod, verbes dont la deuxième lettre est un waw, verbes terminant par un aleph, par un he, verbes contenant deux fois la même lettre, et verbes quadrilitères), les suffixes verbaux et d'autres règles concernant les suffixes pronominaux. 
La terminologie du Remaq diverge sur quelques points essentiels de celle de son père, probablement du fait de l'influence d'Abraham ibn Ezra. Il est aussi le premier à utiliser le verbe paḳad comme paradigme de verbe, et à suivre l'ordre de conjugaison : ḳal, nif'al, pi'el, pou'al, hif'il, houf'al, po'el, hitpa'el, qui est encore utilisé de nos jours. 
Le Mahalakh fut abondamment utilisé dans la première moitié du XVIe siècle, étant le manuel le plus court et le plus efficace pour l'étude de l'hébreu parmi les non-Juifs, en particulier avec sa traduction en latin réalisée par Sebastian Münster. L'une des éditions du Mahalakh a été annotée par Elia Levita.

### Autres
Outre les travaux cités, quelques poèmes liturgiques du Remaq ont été conservés. Il est également fait mention d'un Sefer Taḥboshet, traitant probablement de formes grammaticales irrégulières, et d'un Ta'anoug Nefesh, livre sur l'éthique.